# 今晚我不孤獨世界巡迴演唱會
今晚我不孤獨巡迴演唱會是馬來西亞歌手光良的第三次大型演唱會，亦是他第三次舉行的巡迴演唱會。此次巡迴演唱會自2018年9月1日於成都四川省體育館首站揭開序幕。第二階段於2024年4月13日於	蘇州奧體中心體育館重榜回歸。光良亦宣布武漢站為第二階段演唱會中國場次的收官場 。

## 背景
2021年1月9日，光良久違十三年再度於台北小巨蛋舉辦演唱會，更展示他的腹肌，並震驚網民，網民沒想到50歲的光良還能如此健壯。
2024年8月17日，光良在武漢體育中心體育館舉辦完武漢演唱會後便成為中國巡迴的收官場，並開始前往悉尼、墨爾本等地方繼續舉辦演唱會。

## 售票
| 日期   | 日期    | 開售時間                 | 開售類型                   |
| ------ | ------- | ------------------------ | -------------------------- |
| 2024年 | 3月18日 | （吉隆坡時間）           | 吉隆坡站公開發售           |
| 2024年 | 4月1日  | （北京時間）             | 北京站大麥網、貓眼公開發售 |
| 2024年 | 7月21日 | 下午3時58分 （成都時間） | 成都站大麥網、貓眼公開發售 |

## 表演曲目
1. 掌心 

2. 我想去個地方 

3. 太天真 

4. 那些愛過的事 

5. 不缺 

6. 少年 

7. 約定 

8. 第一次 

9. 漫步太空的人 

10. 是不是還少了什麼 

11. 回到一個人 
 
12. 如果你還愛我 

13. 若無其事 

14. 睡在時針上的人 
 
15. 光 

16. 向左走向右走 

17. 勇氣 

18. 煙火 

19. 天堂 

20. 造天氣的人 

Encore 

21. 九種使用孤獨的正確方式 

22. 反方向 

23. 我就是我 

24. 傷心地鐵 

25. 想見你 

26. 童話 

1. 住在遙遠的星球 

2. 掌心 

3. 我想去個地方 

4. 胡思亂想 

5. 想見你 

6. 朋友首日封 

7. 朋友 

8. 都是你 

9. 約定 

10. 第一次 

11. 漫步太空的人 
 
12. 反方向 

13. 回到一個人 

14. 如果你還愛我 
 
15. 若無其事 

16. 傷心地鐵 

17. 不會分離 

18. 煙火 

19. 勇氣 

20. 少年 

21. I Am Who I Am 

Encore 

22. 九種使用孤獨的正確方式 

23. 天堂 

24. 單戀 

25. 童話 

1. 住在遙遠的星球 

2. 掌心 

3. 我想去個地方 

4. 胡思亂想 

5. 想見你 

6. 朋友首日封 

7. 朋友 

8. 都是你 

9. 約定 

10. 第一次 

11. 漫步太空的人 
 
12. 反方向 

13. 回到一個人 

14. 如果你還愛我 
 
15. 若無其事 

16. 傷心地鐵 

17. 不會分離 

18. 煙火 

19. 勇氣 

20. 少年 

21. I Am Who I Am 

Encore 

22. 九種使用孤獨的正確方式 

23. 後來 

24. 是你變了嗎 

25. 右手邊 

26. 童話 

1. 住在遙遠的星球 

2. 掌心 

3. 我想去個地方 

4. 胡思亂想 

5. 想見你 

6. 朋友首日封 

7. 朋友 

8. 都是你 

9. 約定 

10. 第一次 

11. 漫步太空的人 
 
12. 反方向 

13. 回到一個人 

14. 如果你還愛我 
 
15. 若無其事 

16. 傷心地鐵 

17. 不會分離 

18. 煙火 

19. 勇氣 

20. 少年 

21. I Am Who I Am 

Encore 

22. 九種使用孤獨的正確方式 

23. 右手邊 

24. 天堂 

25. 後來 

26. 童話 

1. 想飛越 

2. 第一次 

3. 我想去個地方 

4. 心甘情願 

5. 想見你 

6. 朋友首日封 

7. 朋友 

8. 都是你 

9. 右手邊 

10. 約定 

11. 沒你的日子+天堂 
 
12. 類情人 

13. 想你了 

14. 不會分離 
 
15. 爱可以点亮整个世界 

16. 話題+故意+多心+每一次喊你+是你變了嗎+別人都說我們會分開+胡思亂想+掌心 

17. 勇氣 

18. 回憶裡的瘋狂 

Encore 

19. 少年 

20. 靜止（原唱：大張偉） 

21. 浪花一朵朵 

22. 後來 

23. 童話 

## 場次列表
| 場次列表                                      | 場次列表                          | 場次列表                          | 場次列表                                   | 場次列表                               | 場次列表                                                                                | 場次列表                          |
| 場次                                          | 日期                              | 城市                              | 地區                                       | 場地                                   | 備註                                                                                    |                                   |
| 第一階段：今晚我不孤獨·巡迴演唱會             | 第一階段：今晚我不孤獨·巡迴演唱會 | 第一階段：今晚我不孤獨·巡迴演唱會 | 第一階段：今晚我不孤獨·巡迴演唱會          | 第一階段：今晚我不孤獨·巡迴演唱會      | 第一階段：今晚我不孤獨·巡迴演唱會                                                       | 第一階段：今晚我不孤獨·巡迴演唱會 |
| --------------------------------------------- | --------------------------------- | --------------------------------- | ------------------------------------------ | -------------------------------------- | --------------------------------------------------------------------------------------- | --------------------------------- |
| 1                                             | 2018年9月1日                      | 成都                              | 中国大陆                                   | 四川省體育館                           | 嘉賓：韓紅                                                                              |                                   |
| 2                                             | 2018年11月10日                    | 吉隆坡                            | 马来西亚                                   | 默迪卡體育場                           |                                                                                         |                                   |
| 3                                             | 2019年3月9日                      | 深圳                              | 中国大陆                                   | 深圳灣體育中心春繭體育館               |                                                                                         |                                   |
| 4                                             | 2021年1月9日                      | 台北                              | 臺灣                                       | 台北小巨蛋                             | 嘉賓：陳嘉樺                                                                            |                                   |
| 第二階段：今晚我不孤獨2.0·世界巡迴演唱會      |                                   |                                   |                                            |                                        |                                                                                         |                                   |
| 5                                             | 2024年4月13日                     | 蘇州                              | 中国大陆                                   | 蘇州奧體中心體育館                     | 嘉賓：陳卓璇                                                                            |                                   |
| 6                                             | 2024年5月4日                      | 吉隆坡                            | 马来西亚                                   | 亞通體育館                             |                                                                                         |                                   |
| 7                                             | 2024年5月18日                     | 北京                              | 中国大陆                                   | 北京國家體育館                         |                                                                                         |                                   |
| 8                                             | 2024年5月25日                     | 南京                              | 中国大陆                                   | 南京奧體中心體育館                     |                                                                                         |                                   |
| 9                                             | 2024年6月22日                     | 上海                              | 中国大陆                                   | 梅賽德斯-奔馳文化中心                  |                                                                                         |                                   |
| 10                                            | 2024年7月13日                     | 重慶                              | 中国大陆                                   | 華熙文化體育中心                       |                                                                                         |                                   |
| 11                                            | 2024年7月20日                     | 天津                              | 中国大陆                                   | 天津奧體中心體育館                     |                                                                                         |                                   |
| 12                                            | 2024年7月27日                     | 臨沂                              | 中国大陆                                   | 臨沂奧體公園體育館                     |                                                                                         |                                   |
| 13                                            | 2024年8月4日                      | 成都                              | 中国大陆                                   | 成都鳳凰山體育公園體育館               |                                                                                         |                                   |
| 14                                            | 2024年8月10日                     | 廣州                              | 中国大陆                                   | 寶能廣州國際體育演藝中心               |                                                                                         |                                   |
| 15                                            | 2024年8月17日                     | 武漢                              | 中国大陆                                   | 武漢體育中心體育館                     | 中國巡迴收官場                                                                          |                                   |
| 16                                            | 2024年8月30日                     | 悉尼                              |                                            | International Convention Centre Sydney | 首唱澳洲                                                                                |                                   |
| 17                                            | 2024年9月1日                      | 墨爾本                            | Melbourne Convention and Exhibition Centre |                                        | 首唱澳洲                                                                                |                                   |
| 18                                            | 2024年9月3日                      | 奧克蘭                            | 新西兰                                     | Victory Convention Centre              | 首唱奧克蘭                                                                              |                                   |
| 19                                            | 2024年10月6日                     | 泗水                              | 印度尼西亞                                 | The Westin Hotel, Surabaya             |                                                                                         |                                   |
| 第三階段：不會分離·今晚我不孤獨3.0·巡迴演唱會 |                                   |                                   |                                            |                                        |                                                                                         |                                   |
| 20                                            | 2025年4月12日                     | 蘇州                              | 中国大陆                                   | 蘇州市體育中心體育場                   | 特別限定場                                                                              |                                   |
| 21                                            | 2025年5月10日                     | 深圳                              | 中国大陆                                   | 深圳大運體育中心體育館                 |                                                                                         |                                   |
| 22                                            | 2025年6月21日                     | 北京                              | 中国大陆                                   | 國家體育館                             |                                                                                         |                                   |
| 23                                            | 2025年7月18日                     | 吉隆坡                            | 马来西亚                                   | 默迪卡體育場                           | 荣获 东盟纪录ASEAN Records 认证成为首位在默迪卡体育场举办两场满座及统一票价演唱会的歌手 |                                   |
| 24                                            | 2025年7月19日                     | 吉隆坡                            | 马来西亚                                   | 默迪卡體育場                           | 荣获 东盟纪录ASEAN Records 认证成为首位在默迪卡体育场举办两场满座及统一票价演唱会的歌手 |                                   |